# Вебстер (Айова)
Вебстер (англ. Webster) — місто (англ. city) в США, в окрузі Кіокак штату Айова. Населення — 94 особи (2020).

## Географія
Вебстер розташований за координатами 41°26′16″ пн. ш. 92°10′17″ зх. д. / 41.43778° пн. ш. 92.17139° зх. д. (41.437877, -92.171516).  За даними Бюро перепису населення США в 2010 році місто мало площу 0,84 км², уся площа — суходіл.

## Демографія
Згідно з переписом 2010 року, у місті мешкало 88 осіб у 41 домогосподарстві у складі 24 родин. Густота населення становила 105 осіб/км².  Було 50 помешкань (60/км²).
Расовий склад населення:
| - 100,0 % — білих |

До двох чи більше рас належало 0,0 %. Частка іспаномовних становила 4,5 % від усіх жителів.
За віковим діапазоном населення розподілялося таким чином: 17,0 % — особи молодші 18 років, 68,2 % — особи у віці 18—64 років, 14,8 % — особи у віці 65 років та старші. Медіана віку мешканця становила 43,5 року. На 100 осіб жіночої статі у місті припадало 120,0 чоловіків;  на 100 жінок у віці від 18 років та старших — 108,6 чоловіків також старших 18 років.
Середній дохід на одне домашнє господарство  становив 44 019 доларів США (медіана — 41 250), а середній дохід на одну сім'ю — 48 171 долар (медіана — 46 875). Медіана доходів становила 36 250 доларів для чоловіків та 21 094 долари для жінок. За межею бідності перебувало 16,5 % осіб, у тому числі 31,3 % дітей у віці до 18 років та 20,0 % осіб у віці 65 років та старших.
Цивільне працевлаштоване населення становило 78 осіб. Основні галузі зайнятості: освіта, охорона здоров'я та соціальна допомога — 17,9 %, сільське господарство, лісництво, риболовля — 15,4 %, виробництво — 14,1 %.